# Lunar Lander
Lunar Lander es un videojuego de arcade desarrollado por Atari, Inc. en 1979, el cual fue el primero de la compañía en utilizar un monitor vectorial para desplegar las gráficas, y es considerado el primer juego de arcade de simulación, El objeto de este juego es pilotar un módulo lunar y alunizarlo de manera segura en la luna. A pesar de que sus mecánicas llamaban mucho la atención, lo complejo del motor de física hizo que el juego sea demasiado difícil para muchas personas con lo que no logró ser un gran éxito, y produjeron aproximadamente 4830 unidades

## Juego
El objetivo de Lunar Lander es pilotear un módulo lunar para alunizarlo manejando los impulsores con los que se contrarestan cosas como la gravedad en un contexto que imita física newtoniana. El terreno es muy escarpado y tiene pocas áreas planas apropiadas para el alunizaje. Estas áreas están marcadas con números que multiplican el marcador, mientras más pequeña es el área mayor es el número. Sí el jugador aluniza exitosamente el módulo, entonces se le bonifican los puntos de acuerdo en que tan bueno fue el alunizaje y la dificultad del sitio. Si el jugador se estrella, los puntos se bonifican de acuerdo a la severidad del golpe y en ocasiones el jugador recibe una penalización en el combustible. En cualquier caso, el juego reinicia con otra ronda situado en un terreno diferente y con el resto del combustible. El juego termina cuando al jugador se le acaba el combustible y se estrella en la superficie lunar.
El módulo está continuamente cayendo hacia la superficie, por lo que el jugador debe contrarrestar la gravedad utilizando el cohete inferior del módulo para reducir la velocidad del descenso y ubicarse sobre el sitio de alunizaje, aunque intentanto no utilizar demasiado esta mecánica porque consume mucho combustible, que solo se puede reponer insertando más monedas en el arcade. El jugador utiliza una palanca proporcional para ajustar la fuerza del cohete impulsor, una característica novedosa para el tiempo en que fue lanzado. Tres botones permiten rotar al módulo en sentido derecho e inverso a las manecillas del reloj, lo cual permite controlar la velocidad horizontal, y ubicando el supuesto módulo verticalmente se disminuye la velocidad vertical de caída, disparando el cohete a plena capacidad por un periodo de tiempo. Cada dispáro de cohete utiliza cierta cantidad de combustible, y cuando este se termina, el módulo deja de responder a las acciones del jugador.
Entre otras características que lo destaron en la época, se encuentran la de que el jugador puede ajustar la dificultad del juego en cualquier momento.

## Clones
La versión para las computadoras personales de Lunar Lander fue lanzada por Adventure International en 1981. Posteriormente, Commodore lanzó una versión muy parecida Jupiter Lander para su computadora VIC-20. Después, Jupiter Lander fue lanzado para la Commodore 64 y en 2009 fue lanzado para AmigaOS 4.